# لورنس بيرنسايد
لورنس بيرنسايد (بالإنجليزية: Laurence Burnside)‏ هو دراج باهاماسي، ولد في 19 يوليو 1946.

## وصلات خارجية
- لورنس بيرنسايد على موقع أوليمبيديا (الإنجليزية)